# Mose Tolliver
Pour les articles homonymes, voir Tolliver.
Moses Ernest Tolliver (né aux environs de 1920 – mort le 30 octobre 2006 à Montgomery), plus connu sous le nom de Mose Tolliver, est un peintre afro-américain autodidacte qui réalisa des œuvres dans le style art brut.
Né dans une famille de 12 enfants de parents métayers, il se blesse gravement à la fin des années 1960 et devient infirme lorsque ses jambes sont écrasées par la chute de plaques de marbre. Pour combattre l’ennui, il commence à peindre des paysages, des animaux, des portraits, parfois érotiques. Mose Tolliver peignait généralement sur bois, il a peint également des objets (guitares, chaises, boîtes, etc.). Il peignait assis sur son lit, ses toiles sont de dimensions modestes.
Mose Tolliver signait ses tableaux « MOƧE T » avec un S à l’envers.

## Source
- (en) Cet article est partiellement ou en totalité issu de l’article de Wikipédia en anglais intitulé « Mose Tolliver » (voir la liste des auteurs).